# Proud Mary
Proud Mary è una canzone scritta da John Fogerty, la prima incisa dai Creedence Clearwater Revival nel 45 giri Proud Mary/Born on the Bayou pubblicato nel 1968 e nel gennaio del 1969 fu pubblicata nel loro  album Bayou Country.
Il brano ebbe un grande successo negli Stati Uniti d'America, raggiungendo il numero 2 della Billboard Hot 100 nel marzo 1969.
Nel 1971, fu realizzata una cover di Ike & Tina Turner, che ebbe un gran successo, raggiungendo il numero 4 della Billboard Hot 100 e vincendo un Grammy Award.

## Storia e significato
(da  Rock and Roll: An Introduction, 2007, Michael  Campbell e James Brody)
Nelle note di copertina della ristampa ampliata di Bayou Country, Joel Selvin aveva spiegato che alcune canzoni per l'album erano state scritte da John Fogerty mentre faceva ancora parte della Guardia Nazionale.
Proud Mary era stata creata, dopo che Fogerty aveva lasciato l'esercito, mettendo assieme parti di canzoni diverse, una delle quali riguardava una lavandaia di nome Mary. 
In particolare la frase Left a good job in the city (Ha lasciato un buon lavoro in città) è stata scritta in seguito al congedo dello stesso Fogerty dalla Guardia Nazionale, ed il verso "rollin' on the river" (rotolando sul fiume) era tratta da un vecchio film di Will Rogers su dei vecchi appassionati di ruote a pale, che a un certo punto cantavano proprio "rollin' on the river".
Stilisticamente, la canzone mescola elementi di diversi generi, inclusi rock and roll, blues, gospel e soul. Non di meno contiene molti degli elementi più caratteristici dei Creedence Clearwater Revival, inclusi un ripetuto riff di chitarra, un testo "casalingo", e un assolo di chitarra, che Fogerty disse essere stato influenzato da Steve Cropper dei Booker T. & the M.G.'s.
La seconda riga del secondo verso ha generato considerevole confusione, e può essere considerato un tipo di malinteso. I diversi ascoltatori hanno variamente interpretato il suddetto verso come "pumped a lot of pain", pain come dolore e "pumped a lot of 'pane", riferendosi a propane, il propano, che è comunemente utilizzato come carburante. La controversia fu ulteriormente alimentata da Ike & Tina Turner nella loro cover, nella quale Tina canta "pumped a lot of 'tane", riferendosi a octane, l'ottano, la scala di gradazione della benzina. L'autore, Fogerty, alla fine chiarì la questione, dicendo "A volte inserisco parole nelle canzoni perché suonano bene da cantare. Ogni tanto l'ascoltatore non capisce ciò che sto cantando, perché io sono concentrato a cantare la vocale, divertendomi con i suoni delle parole che vengono fuori dalla mia bocca. 'Cleaned a lot of plates in Memphis, pumped a lot of pain down in New Orleans' è un buon esempio. Penso che Tina Turner cantò tane invece di pain, come forma contratta di octane. Ma so cosa voleva dire".

### Cover di Ike  & Tina Turner
Nel 1971, fu registrata da Ike & Tina Turner una versione cover che differiva notevolmente dalla struttura dell'originale, ma che è tutt'oggi ben conosciuta ed è diventata una delle canzoni più riconoscibili cantate da Tina Turner. Questa cover, riarrangiata da Soko Richardson e Ike Turner, raggiunse il 4º posto nelle classifiche pop nel 1971.
Questo brano è considerato tra le signature song di Tina Turner. Di Proud Mary fu fatta una cover nel 1969 da Solomon Burke e si trova nell'album dello stesso anno intitolato appunto come la canzone. Anche Elvis Presley spesso eseguì il pezzo nei suoi spettacoli a Las Vegas e in tour nei primi anni settanta. Differenti versioni si trovano negli album On Stage (1970) e Elvis as Recorded at Madison Square Garden (1972). Anche l'attore Leonard Nimoy ne ha registrato una versione infelice per la Dot Records. Nel 1993 Alessia Gioffi ne incide una cover inserita nella compilation Non è la Rai sTREnna per RTI Music. La canzone fu eseguita dal vincitore della terza edizione di American Idol e successivamente da Jewel e Beyoncé in Diva's Live, nel 2003. Prince ha inserito la canzone in un medley durante il Super Bowl nel febbraio 2007. Altre versioni sono state cantate da Emily Woods, Ros Sereysothea, che ha ritoccato la canzone con parole Khmer e l'ha ribattezzata con il titolo Cry Loving Me. In Italia una cover di questo brano fu cantata da Lucio Battisti nel corso dello spettacolo televisivo Tutti insieme, realizzato con gli artisti della sua casa discografica, la Numero Uno e trasmesso nel 1971 sul primo canale televisivo. Una cover della canzone è contenuta nell'album Altro che cielo, di Mia Martini, pubblicato postumo nel 2010. Esiste una versione di Jon Bon Jovi del 1997, eseguita in occasione del festival musicale Songs & Visions the Carlsberg Concert, svoltosi al Wembley Stadium di Londra. Evento che prevedeva un omaggio alla musica pop degli ultimi quarant'anni e un tributo ad Elvis Presley nel 20º anniversario della sua morte. La canzone fa anche parte della setlist del tour Here come the girls, che vede Anastacia, Lulu e Chaka Khan (rimpiazzata poi nel 2010 da Heather Small) riunire le loro voci in uno show che ripercorre tutte le più grandi hit dagli anni 70 a oggi. Anche Marco Mengoni, nel corso del suo Re Matto Tour 2010, interpreta questo brano.